# Ivan Krstitelj Paxy
Ivan Krstitelj Paxy (Jegerska biskupija, 1718. ili 1720. – Varaždin, 20. prosinca 1771.), srijemski i zagrebački biskup.

## Životopis
Postao je novak Bečkog kolegija 1735. godine, tamo je učio tri godine i postigao stupanj magistra. Iz Beča 1738. godine odlazi u Ugarsko-ilirski kolegij (Bologna). Godine 1740. sastavio je i održao govor u čast novog pape. Taj su govor svi hvalili pa je bio tiskan nakon dvije godine. 
Završivši tamo studij vraća se u Zagreb 1742. godine. Za svećenika je zaređen u Zagrebu 8. lipnja 1743. godine, a 2. srpnja polaže ispit za jurisdikciju i prisegu. Od godine 1744. je administrator u župi Drnje, gdje je na prijedlog ratnog vijeća 12. svibnja imenovan župnikom. Čazmanskim kanonikom je postao potkraj 1749. godine, no ostao je i dalje župnik u Drnju do 1751. Vizitatori komarničkog arhiđakonata ga u svojim izvješćima hvale kao odličnog i revnog župnika, kojega vole krajiški časnici i narod. Pribilježio je izvanredne događaje, koji su se zbili u Drnju zagovorom Majke Božje. Godine 1751. prisustvovao je kao izaslanik čazmanskog kaptola (još uvijek na dužnosti drnjanskog župnika) na saboru u Požunu (danas Bratislava u Slovačkoj) i tamo je na preporuku ugarskog kancelara grofa Ladislava Nadasdyja imenovan zagrebačkim kanonikom. 
Biskup Franjo Baltazar Thauszy ga je postavio za svog tajnika tj. pobočnikom umjesto Krčelića i generalnim vikarom, a 1752. članom svojeg konzistorija. Kao tajnika ga je često spominjao Krčelić u Annuama, s podrugljivim primjedbama kako sastavlja biskupu sve govore, kako organizira urotu i spletkarenje protiv Krčelića i sl. Biskup Thauszy mu je podijelio prepozituru Blažene Djevice Marije de Albec (u biskupiji Vac), koju je zadržao i kada je 1756. godine postao čazmanskim prepoštom i požeškim vikarom, tj. zamjenikom zagrebačkog biskupa za slavonski dio biskupije. Biskup i Kaptol su ga 1762. godine poslali u Beč radi kupnje zgrade Pazmaneuma za Hrvatski kolegij. Kao zagrebački kanonik je obavljao različite službe, pa je tako, po M. Koradeu, 1751. bio upravitelj šuma, 1755. upravitelj zaklada, 1756. direktor causarum, 1757. provizor Siska i 1760. upravitelj Toplica. Dana 20. prosinca 1762. je postao posljednjim biskupom samostalne Srijemske biskupije, jer je godine 1772. ova biskupija spojena s Bosanskom odnosno Đakovačkom biskupijom. 
Godine 1767. postao je članom Hrvatskog kraljevskog vijeća (prve hrvatske zemaljske vlade koju je osnovala Marija Terezija) zadužen za unapređenje školstva u Hrvatskoj i preselio se u Varaždin. Podupirao je i promicao izdavanje knjiga, a bio je i darovateljem knjiga knjižnici Isusovačkog kolegija. Zagrebačkim biskupom ga je imenovao papa Klement XIV. izdavši bulu o njegovom imenovanju 10. rujna 1770. godine. Zbog svoje službe u Hrvatskom kraljevskom vijeću stalno je boravio u Varaždinu gdje je umro.